# Audòs
Audòs (en francès Odos) és un municipi francès situat al departament dels Alts Pirineus i a la regió d'Occitània.

## Demografia
| 1962                                       | 1968  | 1975  | 1982  | 1990  | 1999  | 2007  |
| ------------------------------------------ | ----- | ----- | ----- | ----- | ----- | ----- |
| 847                                        | 1.023 | 2.222 | 2.854 | 3.287 | 3.285 | 3.390 |
| Des de 1962: població sense dobles comptes |       |       |       |       |       |       |

## Administració
| Període   | Identitat       | Partit |
| --------- | --------------- | ------ |
| 1991-1995 | A.E. Blachère   | PS     |
| 1995-1997 | Maurice Olléon  | UDF    |
| 1997-2008 | Gérard Boube    | PS     |
| 2008-     | Dominique Lidar | UMP    |